# Edward Charles Titchmarsh
Edward Charles Titchmarsh (* 1. Juni 1899 in Newbury (Berkshire); † 18. Januar 1963 in Oxford) war ein englischer Mathematiker, spezialisiert auf Analysis.

## Leben
Der Sohn eines Geistlichen gewann mit 17 Jahren 1916 in einer offenen Prüfung ein Stipendium für das Balliol College der Universität Oxford und begann sein – vom kriegsbedingten Wehrdienst 1918 bis 1919 bei den Royal Engineers unterbrochenes – Studium in Oxford. Sein Hauptlehrer war Godfrey Harold Hardy, mit dem er auch die Leidenschaft für Cricket teilte.
Er graduierte 1922 mit Auszeichnung und wurde im Jahr darauf Professor (Senior lecturer) am University College in London. Daneben gewann er ein Preis-Stipendium in Oxford und vertrat 1928 bis 1929 den als Gastprofessor nach Princeton gegangenen Hardy. Nach zwei Jahren als Professor in Liverpool übernahm er 1932 den  Savilian Chair of Geometry an der Universität Oxford als Nachfolger von Hardy, der nach Cambridge wechselte. 1963 wurde Titchmarsh emeritiert.
Er arbeitete fast ausschließlich in der klassischen Analysis und schrieb mehrere sehr bekannte und verbreitete Lehrbücher. Auch wenn diese beispielsweise für die Zahlentheorie (Riemanns Zetafunktion) und die Physik (Eigenfunktions-Entwicklungen) wichtige Themen behandeln, galt sein Interesse nur der analytischen Seite. Die Titel seiner Lehrbücher reflektieren auch seine Hauptarbeitsgebiete.
Zu seinen Doktoranden zählen Mary Cartwright und John Bryce McLeod.
Titchmarsh wurde 1931 als Mitglied („Fellow“) in die Royal Society aufgenommen, die ihm 1955 die Sylvester-Medaille verlieh. 1954 hielt er einen Plenarvortrag auf dem Internationalen Mathematikerkongress in Amsterdam (Eigenfunction problems arising from differential equations).
Er war seit 1925 verheiratet und hatte drei Töchter.

## Schriften
- Introduction to the Theory of Fourier Integrals. Oxford 1937, 2. Aufl. 1967, 3. Aufl. (durch Chelsea Publishing Company, New York) 1986
- The Zeta-Function of Riemann. Oxford, Clarendon Press, 1930, 1951, 2. Aufl. 1986 (bearbeitet von Heath-Brown)
- The theory of functions. Oxford, Clarendon Press 1932 (Funktionentheorie)
- Eigenfunction expansions associated to second order differential equations. Oxford 1946, 1958, 1962

## Belege
1. ↑  Eintrag zu Titchmarsh; Edward Charles (1899–1963) im Archiv der Royal Society, London